# الحب الخالد (فلم)
الحب الخالد هو فيلم دراما مصري من إخراج زهير بكير وبطولة هند رستم، عماد حمدي، حسن يوسف، محمد الدفراوي، جلال عيسى، جواهر، خليل بدر الدين ونادية الجندي.

## نبذه
يدور الفيلم حول زوجين يعيشان في منطقة شعبية ولديهما ولد، يعمل الزوج في تهريب الممنوعات ويشجع ابنه على السير في هذا الطريق ويجعله مساعدًا له. تعترض الأم بشدة، فيطلقها الزوج ويطردها من البيت، فتلجأ إلى دكتور في الحي وتعمل لديه ممرضة، لنرى بعدها ماذا يخفي لها القدر من مفاجآت.

## طاقم العمل
- هند رستم بدور أمينة
- عماد حمدي بدور لطفي أمين
- حسن يوسف بدور منصور
- محمد الدفراوي بدور رابح الثعلب
- جلال عيسى بدور حمدي
- جواهر بدور الراقصة
- خليل بدر الدين بدور المعلم أبو المعاطي
- نادية الجندي بدور تحية

## وصلات خارجية
- مقالات تستعمل روابط فنية بلا صلة مع ويكي بيانات